# Napoletana. Antologia cronologica della canzone partenopea - Ottavo volume (dal 1925 al 1938)
Napoletana. Antologia cronologica della canzone partenopea - Ottavo volume (dal 1925 al 1938) è un album 33 giri del cantante Roberto Murolo pubblicato nel 1964.

## Tracce

### Lato A
1. Lacreme napulitane
2. Mièrolo affortunato
3. 'N'accordo in fa
4. 'A casciaforte
5. Dduje paravise
6. 'Na sera 'e maggio

### Lato B
1. Dicitencello vuje
2. Nun me scetà
3. 'O cunto 'e Mariarosa
4. Passione
5. Tre feneste
6. Penzanno 'a salute